# Újcsanálos
Újcsanálos is een plaats (község) en gemeente in het Hongaarse comitaat Borsod-Abaúj-Zemplén. Újcsanálos telt 881 inwoners (2001).